# Puntate di Pam & Tommy
Le otto puntate della miniserie televisiva Pam & Tommy sono state distribuite sulla piattaforma di streaming Disney+, come Star Original, dal 2 febbraio al 9 marzo 2022 in tutti i Paesi in cui il servizio è disponibile.
| n° | Titolo originale                   | Titolo italiano        | Pubblicazione    |
| -- | ---------------------------------- | ---------------------- | ---------------- |
| 1  | Drilling and Pounding              | Trapanare e martellare | 2 febbraio 2022  |
| 2  | I Love You, Tommy                  | Ti amo, Tommy          | 2 febbraio 2022  |
| 3  | Jane Fonda                         | Jane Fonda             | 2 febbraio 2022  |
| 4  | The Master Beta                    | Il Master Beta         | 9 febbraio 2022  |
| 5  | Uncle Jim and Aunt Susie In Duluth | Guerra Legale          | 16 febbraio 2022 |
| 6  | Pamela in Wonderland               | Pamela in Wonderland   | 23 febbraio 2022 |
| 7  | Destroyer of Worlds                | La Sentenza            | 2 marzo 2022     |
| 8  | Seattle                            | Seattle                | 9 marzo 2022     |

## Trapanare e martellare
- Titolo originale: Drilling and Pounding
- Diretto da: Craig Gillespie
- Scritto da: Robert Siegel

### Trama
L'artigiano Rand Gauthier compie dei lavori di ristrutturazione nella villa di Tommy Lee; quest'ultimo si comporta in modo arrogante, facendo continuamente richieste di cambiamenti all'ultimo momento e ritardando a pagare i materiali da costruzione che Gauthier deve comprare con i propri soldi, nonostante i problemi economici che lo affliggono. Gauthier e l'appaltatore Lonnie cercano di chiedere il pagamento che spetta loro, ma per errore Gauthier si imbatte nella neo sposa di Lee, Pamela Anderson, in abbigliamento intimo; con questa scusa, insieme all'accusa di stare svolgendo un lavoro scadente, Lee licenzia i due rifiutandosi di pagarli. Successivamente Gauthier torna nella villa per recuperare la sua cassetta degli attrezzi che ha dimenticato, ma Lee lo obbliga a lasciarla a lui e lo manda via minacciandolo con un fucile. Gauthier decide di vendicarsi con l'aiuto di Lonnie (che poi si tira indietro in quanto viene riassunto da Tommy), introducendosi nella villa per rubare una cassaforte dal garage. Tra i suoi contenuti c'è una cassetta che Gauthier porta dal suo ex capo, il regista pornografico Zio Miltie: la cassetta contiene il filmato di un rapporto sessuale tra Tommy e la Anderson.

## Ti amo, Tommy
- Titolo originale: I Love You, Tommy
- Diretto da: Craig Gillespie
- Scritto da: Robert Siegel

### Trama
Un anno prima, l'attrice Pamela Anderson conosce la rockstar Tommy Lee in una discoteca; i due si dimostrano attratti l'uno dall'altra, sebbene la Anderson cerchi di mantenere le distanze in quanto riconosce che Lee è un poco di buono. La donna viaggia a Cancun per lavoro e viene seguita da Tommy, con cui passa quattro giorni al termine dei quali i due decidono di sposarsi con una rapida cerimonia su una spiaggia. In seguito la coppia si dedica al sesso sfrenato e in un'occasione, quasi per scherzo, si filmano con una videocamera mentre consumano un rapporto.

## Jane Fonda
- Titolo originale: Jane Fonda
- Diretto da: Craig Gillespie
- Scritto da: D.V. DeVincentis

### Trama
Miltie e Gauthier cercano di vendere la cassetta a vari distributori di prodotti pornografici, i quali rifiutano apprendendo che la registrazione non è autorizzata dalle due star in quanto temono ripercussioni legali. Gauthier cerca su Internet un pezzo di ricambio per riparare il bagno dell'ex moglie e ha così l'idea di vendere il nastro online mantenendo l'anonimato. Miltie organizza un incontro con il produttore di Gola profonda Butchie Peraino per ottenere sostegno finanziario; nel frattempo la Anderson gira le ultime puntate di Baywatch (infastidita dalla sessualizzazione del suo personaggio) e si prepara a promuovere il suo nuovo film Barb Wire nella speranza di farsi strada nel mondo del cinema come Jane Fonda; dopo numerosi tentativi falliti, rimane incinta del figlio di Lee.

## Il Master Beta
- Titolo originale: The Master Beta
- Diretto da: Lake Bell
- Scritto da: Matthew Bass e Theodore Bressman

### Trama
Il sito web fondato da Gauthier e Miltie ottiene un enorme successo. Tommy chiama la polizia accorgendosi di essere stato derubato e lui e Pam scoprono con sgomento che è stata presa anche la loro registrazione. Dato che la polizia non dà priorità al caso, la Anderson convince Lee ad assumere l'investigatore privato Anthony Pellicano. Quest'ultimo risale rapidamente a Gauthier e lo aggredisce dopo aver fatto irruzione nel suo appartamento, intimandogli di restituire il filmato entro due giorni. Sul set di Baywatch Pam sorprende dei membri della troupe a guardare la registrazione sua e di Tommy, quindi fa delle ricerche e realizza che il nastro sta circolando a portata nazionale. Lee, infuriato, invia una banda di motociclisti da Miltie e Gauthier: Miltie fugge in Europa e Gauthier si nasconde nella casa della sua ex moglie. La Anderson subisce un aborto spontaneo e aggredisce un paparazzi che cerca di fotografare lei e Tommy per strada.

## Guerra legale
- Titolo originale: Uncle Jim and Aunt Susie In Duluth
- Diretto da: Gwyneth Horder-Payton
- Scritto da: Brooke Baker e D.V. DeVincentis

### Trama
Lee cade in depressione accorgendosi che la sua popolarità sta sfumando, mentre la Anderson continua ad ottenere successo; dopo che Tommy ha avuto un alterco fisico in un locale, Pam viene avvertita dalla sua agente che il comportamento del marito potrebbe portare pubblicità negativa alla sua carriera. Dopo aver scoperto che un nuovo gruppo musicale, Third Eye Blind, sta subentrando il suo dei Mötley Crüe, Lee assume un atteggiamento invidioso che mette a dura prova la sua relazione con la Anderson. La registrazione dei due cade in mano di Bob Guccione, proprietario di Penthouse; preoccupati delle sue intenzioni, Lee e i suoi avvocati fanno una causa preventiva a Guccione per violazione della privacy nonostante la Anderson non sia d'accordo. In rappresaglia, Guccione pretende di poter pubblicare immagini del video. La causa in corso attira l'attenzione di Hugh Hefner e del pornografo Seth Warshavsky. La questione viene ridicolizzata anche da Jay Leno nello spettacolo The Tonight Show, mentre la Anderson viene informata che sarà l'unica a testimoniare contro Penthouse.

## Pamela in Wonderland
- Titolo originale: Pamela in Wonderland
- Diretto da: Hannah Fidell
- Scritto da: Sarah Gubbins

### Trama
Nel 1989, a Vancouver, la Anderson assiste con il suo ragazzo a una partita della Canadian Football League. Viene inquadrata sul maxischermo e questo la fa notare da un rappresentante della Labatt Brewing Company, che le offre un lavoro come modella. La donna accetta e viene contatta da Playboy, nonostante questo causi la rottura della relazione con il suo ragazzo geloso; Pamela si diverte molto a posare per Hugh Hefner, che le ricorda che il suo nuovo incarico non deve sminuirla come persona. 
Nel 1995, la Anderson e la Lee vanno a Lake Meadper in luna di miele, consumano un rapporto sessuale registrandolo su un nastro e Lee dice alla compagna di volerlo tenere per motivi sentimentali.
Ai giorni nostri, Pamela testimonia alla deposizione ma viene sottoposta a un forte stress psicologico in quanto chi la interroga accusa velatamente lei e Tommy di quanto accaduto, tanto da costringere la donna a riguardare delle parti del video incriminato. Al termine della deposizione, la Anderson rifiuta di rispondere a qualsiasi altra domanda.

## La sentenza
- Titolo originale: Destroyer of Worlds
- Diretto da: Lake Bell
- Scritto da: D.V. DeVincentis

### Trama
Il caso di Pamela e Tommy viene respinto, in quanto il giudice dà ragione a Penthouse; la Anderson riconosce che la ragione sta nel fatto che lei in passato ha posato come modella per Playboy e si è esibita in costume per Baywatch e per questo la gente si sente legittimata a mercificare il suo corpo con la distribuzione delle sue immagini intime. La donna continua la campagna di marketing per Barb Wire ma è costretta a far fronte alle insistenti domande dei giornalisti sul nastro, finché Jay Leno non la interroga al riguardo in diretta televisiva sul The Tonight Show. Dal momento che gli affari vanno male e Miltie è fuggito ad Amsterdam, Butchie se la prende con Gauthier in quanto è in debito con lui e lo minaccia affinché gli renda i soldi. L'uomo contatta Lee affinché gli consegni i soldi che gli deve per i lavori di ristrutturazione ma Lee gli rinfaccia che il suo desiderio di vendetta sta rovinando la vita a Pamela e brucia il denaro. Butchie obbliga quindi Gauthier a diventare uno dei suoi tirapiedi. La première di Barb Wire va male, ma Pamela e Tommy si godono il film e non se ne accorgono; successivamente però si infiltrano in un cinema su idea di Lee per sorprendere il pubblico ma scoprono con grande umiliazione che la pellicola viene derisa dagli spettatori. Erica dice a Gauthier che la situazione del nastro la sta facendo simpatizzare per Lee, quindi lui ammette di aver diffuso il video per vendicarsi del musicista; disgustata dalle sue azioni, Erica lo butta fuori di casa. Gauthier sfoga le sue frustrazioni facendo irruzione nell'appartamento di uno dei debitori di Butchie e picchiandolo per estorcergli i soldi.

## Seattle
- Titolo originale:  Seattle
- Diretto da: Gwyneth Horder-Payton
- Scritto da: Robert Siegel